# Casal de Mont-ral
Casal de Mont-ral és una masia medieval de Gurb (Osona) declarada bé cultural d'interès nacional.

## Descripció
Masia de planta rectangular situada dalt d'un turó i coberta a quatre vessants. La façana és orientada a migdia amb porxos annexionats sostinguts a la planta baixa per pilars de pedra i formant una galeria coberta a una única vessant al nivell del primer pis. Als angles sud-oest i nord-est de l'edificació hi ha unes torrelles cilíndriques destinades a la defensa. El material constructiu bàsic és la pedra arrebossada al damunt. Davant la casa es forma una petita lliça envoltada per un mur de pedra a la qual s'accedeix mitjançant un portal d'arc rebaixat. L'edificació està envoltada de dependències agrícoles.
Aquesta construcció deu conservar murs i estructures de la domus medieval, que s'integren a l'edificació actual; els murs i estructures desmuntades se situen al subsòl, juntament amb les restes de l'evolució i ús de tot el conjunt.

## Història
Casa forta. Documentada el 1180.
Mont-ral fou un casal fortificat o Domus, habitada des de mig segle xiii pels cavallers de Mont-ral. Ells foren qui, vers 1190, van aixecar la capella romànica de Santa Anna. Vers el 1239 es refongueren amb els de Gurb i més tard es van emparentar amb els Sarriera. Aquests varen edificar el mas actual, que posseïren fins a la última dècada del segle passat, quan varen vendre els Rocafiguera.
De l'època medieval queda algun sector de murs a la part de ponent, però el gran casal actual va ser reedificat pels comtes de Solterra entre els anys 1733 i 1739 per a convertir-lo en casal residencial.
En aquest casal morí durant la Guerra Civil Mercè de Ventós, personatge que va inspirar la novel·la de "Laura a la Ciutat dels Sants".